# ستيف إروين (لاعب دوري الرغبي)
ستيف إروين (بالإنجليزية: Steve Irwin)‏ هو لاعب دوري الرغبي أسترالي، ولد في 19 يونيو 1983 في كوينزلاند في أستراليا.